# روژنگانتوو
روژنگانتوو (به لهستانی:  Rożniątów) یک روستا در لهستان است که در گمینا ستژلتسه اوپولسکیه واقع شده‌است.